# Erna Patak

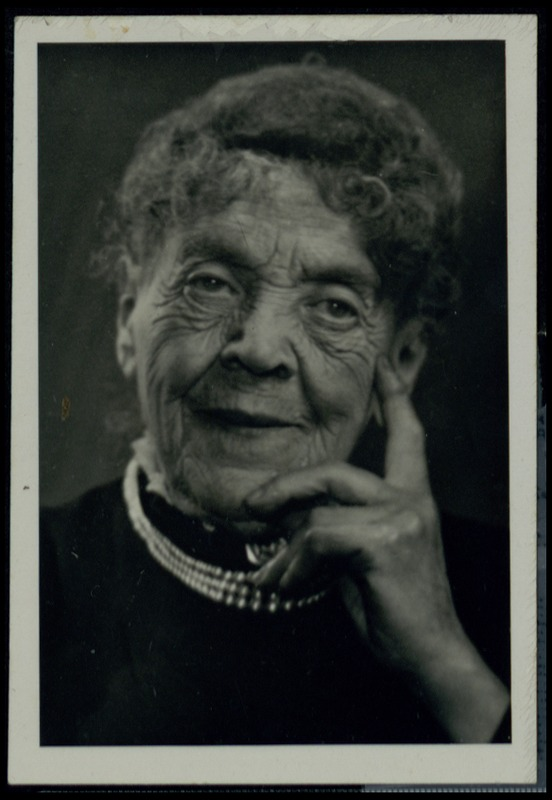
Erna Patak, Tel Aviv, 1953

Erna Patak (geboren als Ernestine Eisenmann 4. November 1871 in Brünn, Österreich-Ungarn; gestorben 19. April 1955 in Tel Aviv) war eine österreichisch-israelische Sozialarbeiterin und Zionistin. Sie überlebte die Haft im Ghetto Theresienstadt.

## Leben
Ernestine Eisenmann war eine Tochter des Kaufmanns Adolf Eisenmann und der Fanni Kohnberger. Sie heiratete 1890 den Tabak- und Papierwarenfabrikanten und Papiergroßhändler Samuel Patak (1858–1932), sie lebten in Wien, wo sie einen Salon führte. Sie lernte Personen aus der zionistischen Bewegung kennen und gehörte 1898 zu den Mitgründerinnen eines zionistischen Frauenvereins in Wien. Patak führte ein Erholungsheim in Wien, in das sie 1907 Theodor Herzls älteste Tochter Pauline (1890–1930) aufnahm, als die Familie in finanziellen Nöten war. Pataks Ehe wurde 1909 geschieden.
Im Ersten Weltkrieg organisierte sie Hilfe für die vor der Front nach Wien geflohenen Juden Galiziens. 1919 kandidierte sie erfolglos als Kandidatin der Jüdischnationalen Partei Robert Strickers für die Konstituierende Nationalversammlung Deutsch-Österreichs.
In ihrem Wahlprogramm forderte sie unter anderem eine neue Grundlage der Fürsorge.

„Keine Philanthropie, sondern Recht. Recht jedes Staatsbürgers auf sein Existenzminimum und auf Staatshilfe in unverdienter Not. Recht des Arbeitsfähigen auf Arbeit und Erwerb!“

Patak leitete ab 1924 die österreichische Sektion der Women’s International Zionist Organisation, WIZO.
Patak wurde 1942 in das Ghetto Theresienstadt deportiert. Sie überlebte die Haft und emigrierte 1947 nach London und von dort 1949 nach Israel.

## Schriften (Auswahl)
- The Strickers in Theresienstadt, in: Josef Fraenkel (Hrsg.): Robert Stricker. London: Ararat Publishing Society, 1950.